# Mittenothamnium rostratum
Mittenothamnium rostratum är en bladmossart som beskrevs av Jules Cardot 1913. Mittenothamnium rostratum ingår i släktet Mittenothamnium och familjen Hypnaceae. Inga underarter finns listade i Catalogue of Life.